# Kampa sziget
A Kampa-sziget (Kampa) a Moldva legismertebb szigete Prága közigazgatási határán belül. A szigetre ötfelől juthatunk be:
- északon a Károly hídról a lépcsőn,
- délen a Kisoldalról átvezető utcán,
- e kettő között három hidacskán.

## Fekvése

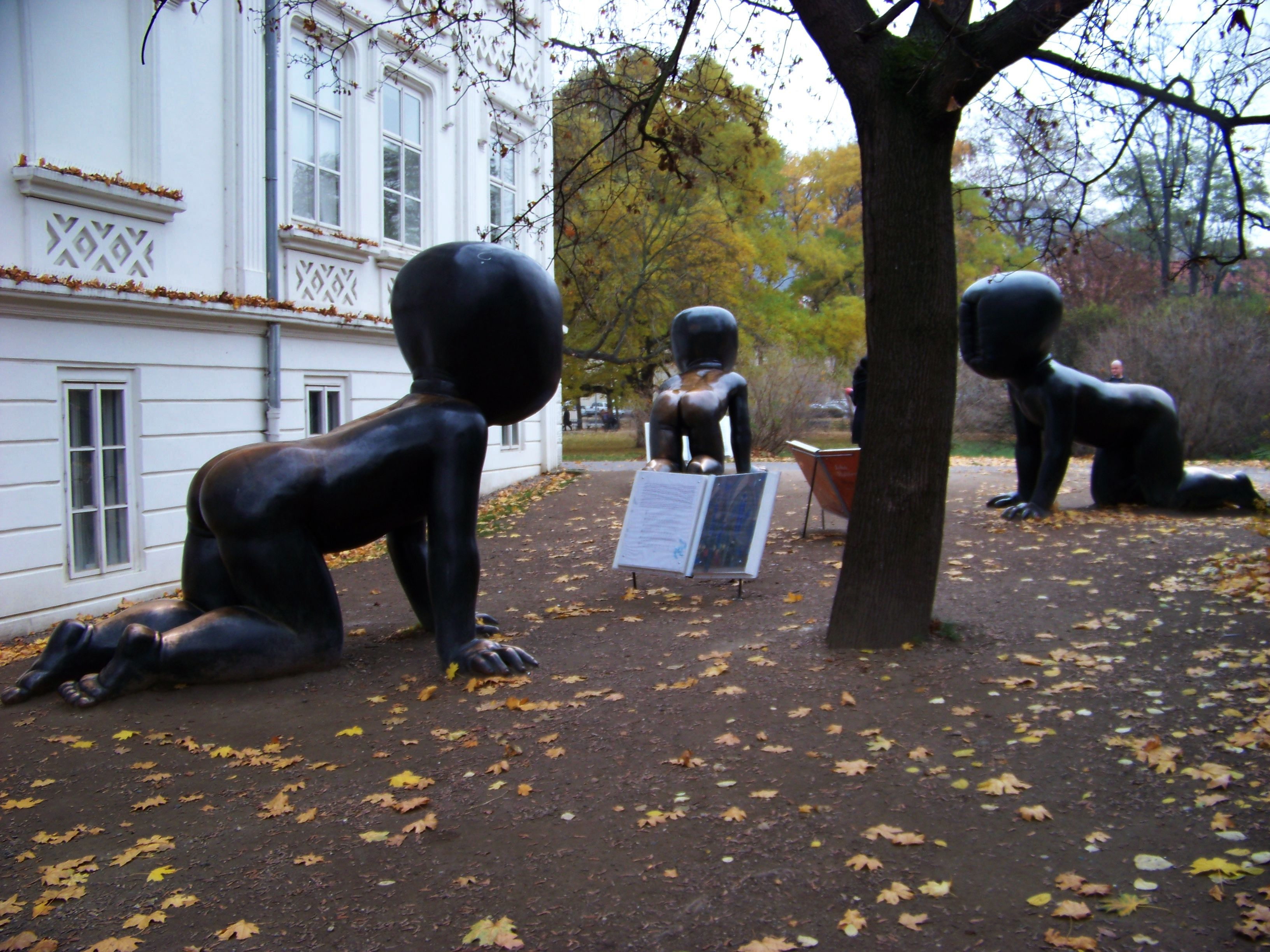
David Černý szoborcsoportja a Kampa Múzeum előtt

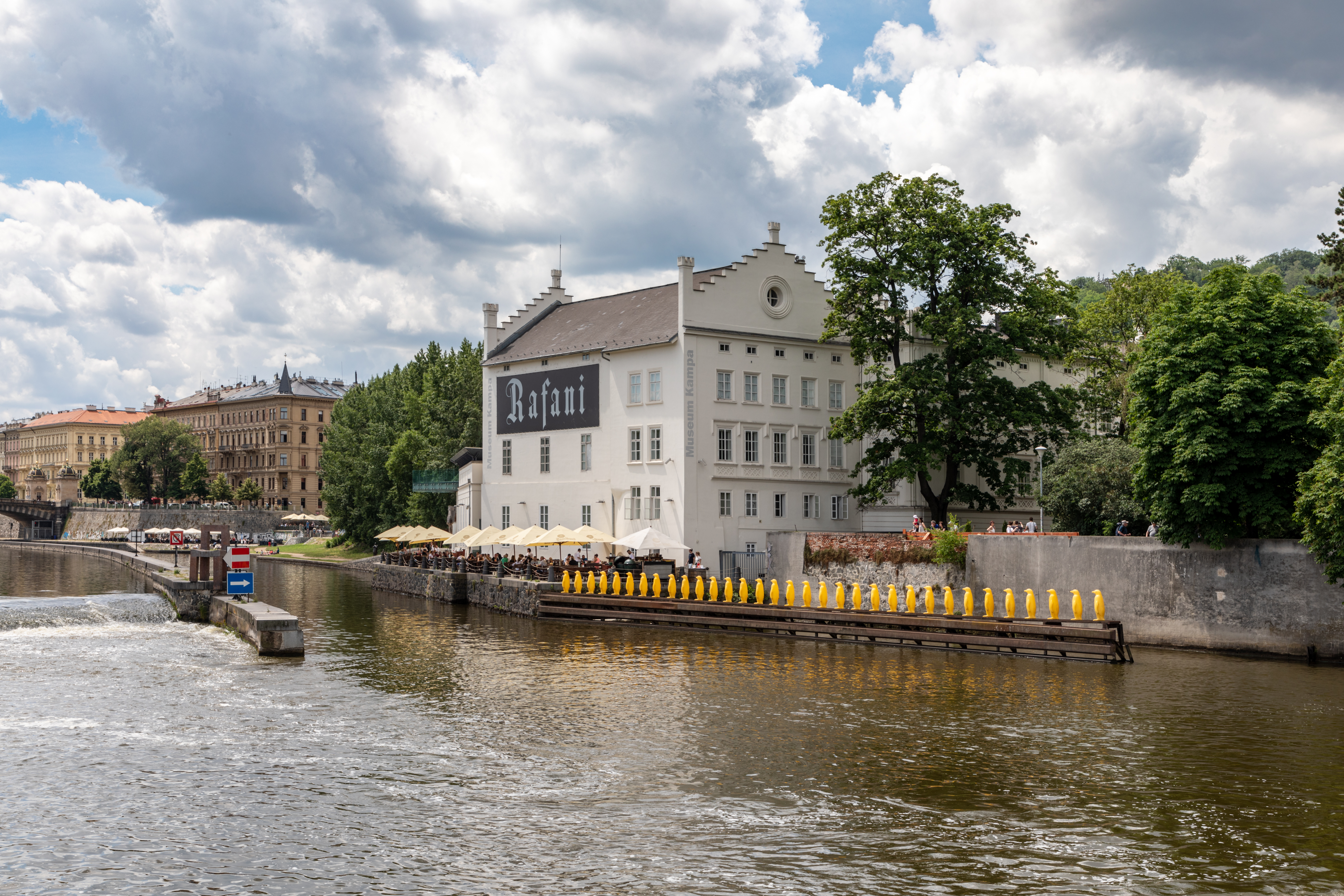
A Kampa Múzeum a sárga pingvinekkel a Kisoldal felől

A szárazföldtől a Moldva egyik mellékága, a Čertovka (Ördögárok) választja el. Ez onnan kapta a nevét, hogy a legenda szerint egy itteni, vízimalmot üzemeltető asszony összeszövetkezett az ördöggel. Mivel a víz két szép házsor közé is befolyik, ezt a részt Prága Velencéjének is nevezik.
Északi csúcsán halad át a Károly híd, amelynek lejáróját azonban csak 1884-ben építették meg. Odáig a Kisoldalt a szigettel összekötő három fahídon jártak át. A 20. század elején a csatorna fölső (déli) végét befedték, és a fedett szakaszon utcát vezettek át.
Északi része szellősen beépített, a házak között hangulatos térrel (Na Kampě). Itt építették ki a Kisoldali rakpartot (Malostranské nábřeží), amely körbeéri az északi részt Az ívelt épületsor hangulatos teret zár közre. A déli részt parkosították.

## Története
A csatornát a johannita lovagrend ásatta a középkorban a vízimalmokat hajtó víz szabályozása érdekében; neve először a johannita templom 1169-ben kelt oklevelében szerepel. Ekkor épült a máig fennmaradt Nagyperjeli malom.
A szigetet a Moldva áradásai folyamatosan formálták; alakja és helyzete is rendszeresen változott (a szigetek fölső vége folyamatosan pusztul, az alsó épül).
A 16. század közepéig gyakorlatilag lakatlan volt, csak a vízimalmok alulcsapott vízikerekeit hajtotta a csatorna vize. 1541-ben kezdték a kiégett épületek törmelékével feltölteni; ezt tekinthetjük a partvédelem kezdetének. Mivel azonban így is az ártér része maradt, gyakran átsöpörtek rajta a folyó hullámai. Ezért sokáig csak a legszegényebbek – tutajosok, mosónők – építették itt föl kalyibáikat.
Három malom még ma is áll, a vízikerekek közül négy maradt meg. A legismertebb a lovagok egykori nagyperjelségénél álló Nagyperjeli malom (Velkopřevorský mlýn).
A 17. és a 20. század között a Kampán dolgoztak a prágai fazekasok. Az évi kirakodóvásár híre messze földekre eljutott.
A partot a 17. század elején körös-körül kikövezték, meghatározva ezzel a sziget végleges körvonalait.
Ezután éppen viszonylagos lakatlansága miatt jött divatba. A nemes családok a 17. században fedezték fel maguknak, és az északi részen kúriákat, palotákat emeltek.
1884-ben épült meg a Károly hídra vezető lépcső. 1915-ben a csatorna déli részét befedték, és a Kisoldalól utcát vezettek át. A sziget azóta félszigetnek látszik.
A második világháború után a déli rész kertjeit összevonva egybefüggő közparkot alakítottak ki.

## Látnivalói
Fő nevezetességei a parkok és a malmok.

### Malmok
A Mlýn Huť (mlýn = malom) kora barokk épületét egy tűzvész után a 20. század ötvenes éveiben építették újjá. A fa malomkerekek nagy részét 1995-ben készítették.
A Lennon-falhoz vezető kis híd mellett áll a 16. században épült Nagyperjeli az utolsó fennmaradt reneszánsz malom; ezt a Károly híd bal oldaláról is látni. Eredetére utal másik neve, Máltai malom (Maltézský mlýn). Ismerik még István-malomként (Štěpánovský mlýn) is arra emlékeztetve, hogy a 16. században egy Štěpán nevű molnár volt a tulajdonosa.. Vízikerekének átmérője eléri a nyolc métert.. A hatalmas fa malomkerekeket a Károly hídról is jól látni.
Mai, késő reneszánsz külseje az utolsó nagyobb, 1598-as átépítés eredménye. Az 1970-es években raktárnak használták.
Egy 1841-es térképen jól látszik a sziget alsó harmadánál, a Moldva partján álló nagy épületegyüttes, a Sovův malom (Sova malma). Nevét 15. századi tulajdonosáról, liboslabi Václav Sováról kapta. A 19. század közepén Francis Odkolek pékmester vásárolta meg az épületet, amit reneszánsz stílusúvá alakított. Berendezését is jelentősen modernizálta, azaz gőzmalommá alakította át. A gőzmalom 1896-ban részlegesen leégett, majd a város tulajdonába került. 1920-ban az épület folyó felőli frontját a Moldva szabályozása (a zsilip építése) miatt lebontották. Az átépítések eredményeként neogótikus épületnek szép empire kapuja van. Az 1970-es években a Csehszlovák Tudományos akadémia egyik intézménye működött benne. Az egykori malomban 2001-ben nyitották meg a Kampa Múzeumot.

### Kertek
Először a Michnovská kertet alakították ki az 1600-as években. Itt áll a Mlýn Huť.
A 19. század közepén Francis Odkolek pékmester vásárolta meg a a Sovův malmot és a környező telkeket, amelyeket parkosított. Róla kapta nevét az Odkolkovská kert.
Ennek folytatása a Liechtenstein-palota körül kialakított Kaisersteinsky-kert.

### Szobrok
A Kampa Múzeum előtt négykézlábaznak David Černý negatív orrú kisgyermekszobrai, a Babák. A három fekete, bronz csecsemő egyenként 800 kilós.
Harmónia – Srí Csinmoj szobrát a vallási vezető engedélyével készítette el az Indiában született angol szobrász, Kaivalya Torpy, akire nagy hatással voltak Csinmoj tanításai. A Kampa Múzeum mellett, a Moldva partján a tavaszi árvíz idején Csinmoj derékig a vízben áll. A gipszmintából 2008 óta öntik bronzba Prágában a szobrokat, amelyeket nagyvárosokban helyeznek el. Az első példányt 2008. október 27-én avatták fel az oslói kikötőben. A szigeten álló a második példány; ezt 2009. okt 23-án avatták.
A Kampa Múzeum előtt a Čertovka partján 34 sárga pingvin sorakozik. A foszforeszkáló állatkákat a Cracking Art Group készítette újrahasznosított műanyagokból.
A Titánok – Emilie Benes Brzezinski Svájcban született amerikai faszobrász Edvard Beneš másodunokahúga, Zbigniew Brzezinski özvegye. Ezt a munkáját 2002-es prágai kiállítása alkalmával ajándékozta a Kampa Múzeumnak. Eredetileg öt hasított fatörzs állt a Moldva partján, de a természet kettőt már visszahódított magának.
A parkban is több szobor áll:
- Lány a szőlővel,
- Ülő lány – Jarmila Jan Hána 1958-ban faragott szobrát 1977-ven felújították.[13]

### Épületek

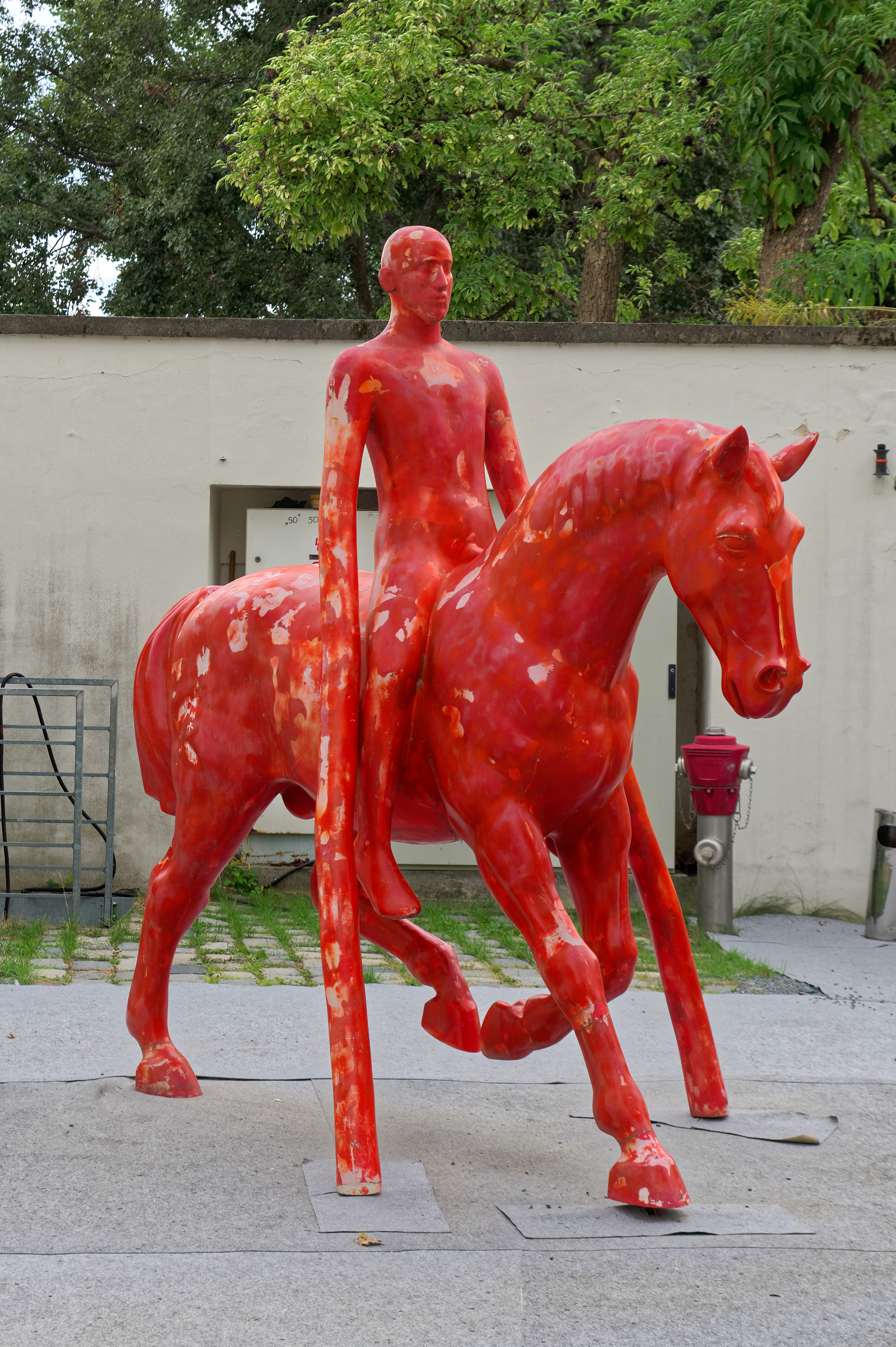
Lovasszobor a Kampa Múzeum udvarán

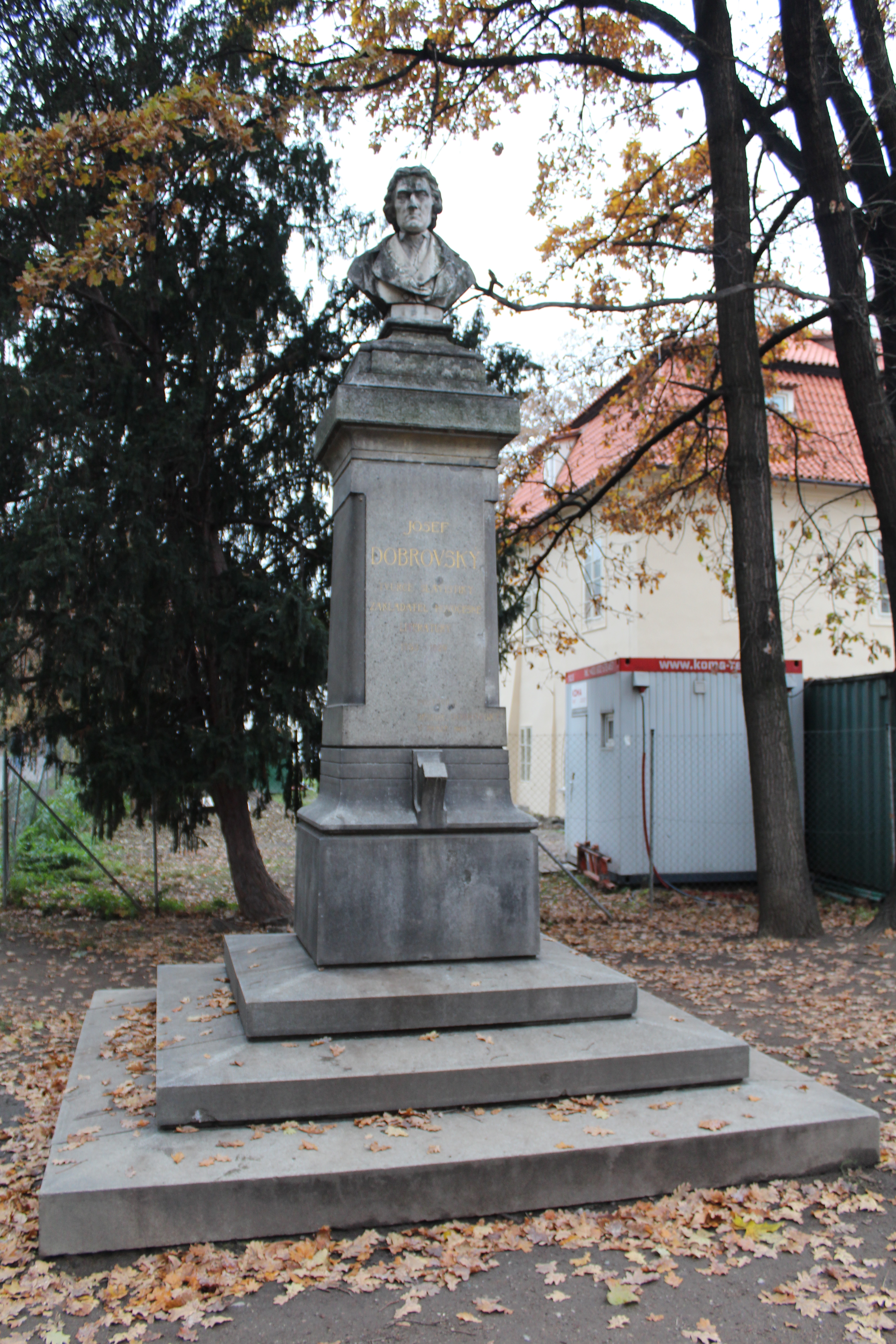
Josef Dobrovský mellszobra a Dobrovský-villa előtt

A Sovův malomból kialakított Kampa Múzeum a modern művészeteket mutatja be. Itt egyebek közt František Kupka festőművész munkáit tekinthetjük meg.
Az északi rész épületei egy macskaköves teret zárnak közre. Ez a Na Kampě.
A paloták közül a legnevezetesebb az 1600-as évek végén épült Liechtenstein (más néven Kaiserstein)-palota (Kampa sziget 4.). A kora barokk palazzettót (kis palotát) 1696-ban építették. Számtalanszor cserélt gazdát, és eközben többször átépítették.. Itt szállt meg 1996-ban II. Erzsébet királynő és a férje, Fülöp herceg. 
Tőle nyugatra áll a Dobrovský-villa (Werich-villa). Ennek felújítását 2008-ban kezdeményezte a Mládek házaspár. Az épületben több neves személyiség lakott, illetve dolgozott. Josef Dobrovský (1753–182), a cseh felvilágosodás jezsuita páterből lett kiemelkedő alakja, a szlavisztika megalapozója itt nevelte Nostiz gróf gyermekeit. A villa nevét adó Jan Werichhel itt lakott színésztársa és barátja, Jiří Voskovec, valamint a költő Vladimír Holan. A villa előtt áll Dobrovský emlékműve (Tomáš Seidan, 1891).
A múzeumtól nem messze áll a kompos háza, amelyben a 2020-as években kiváló halétterem üzemel.
A Károly hídtól nem messze áll a „Szűz Mária képéhez” címzett ház, melynek legendája szerint az épületen látható Mária-képet egy árvíz sodorta a szigetre. Az épület akkori tulajdonosa vallásos buzgalmában élete kockáztatásával mentette ki a habok közül a festményt. Felakasztotta a ház oromzatára, és csodák csodája, az ár nyomban visszahúzódott. A kép állítólag ezután is szerencsét hozott mindenkinek, aki imádkozott hozzá.
Az egykori Judit híd maradványai a Károly híd mögötti épület pincéjében tekinthetők meg. A híd egykori íve ma a pince boltozata.
Az északi részen az 1604-ben épült Arany Oroszlán házat 1732-ben reneszánsz stílusúvá alakították át.
Az egyik macskaköves utcában áll a Ház az Arany Ollókhoz. Ez 1586-ban épült, majd Johann Ignaz Palliardi klasszicistává formálta át. Itt élt és dolgozott egykor a híres festő és illusztrátor Adolf Kašpar.
A lőpormalom és lőporraktár (Prachovna, Kampa sziget 8.) eredetileg a 15. században épült, de 1650 körül teljesen átépítették. A malom bezárása után egy textilkereskedő vette meg, és a 19. század elején empire homlokzatot kapott.
A volt főúri épületek közül jelentős:
- az Aranyfürt ház (U zlatého brozou; Kampa sziget 2.) a 16. század végén épült. Érdekessége helyiségek bordás mennyezete, de ez csak belülről látszik.[8]
- a Kék Róka ház (U modré lišky; Kampa sziget 3.) a 17. század elején barokk stílusban épült, de azóta többször átépítették.[8]
- a Fehér Csizma ház (U bilé boty; Kampa sziget 13.) barokk épület rokokó stukkódíszekkel.[8]

### Egyéb látnivalók
A parkok egyik látványossága a Lennon-fal, amelyet John Lennon által inspirált graffitikkal és Beatles-dalszövegekkel firkáltak tele.
2002-ben a zsilippel szemben felállítottak egy monumentális fa széket, amelyet azonban az első áradás elvitt magával. Egy évvel később a széket egy hat méteressel pótolták.

## Nevének eredete
Először a lovagrend egy 1169-ben kelt dokumentumában említik. Mai nevét valószínűleg egy bizonyos Kampai Tychon Gangsgebről kapta, akinek itt a 16. században kertje volt. Egy másik elképzelés szerint a fehérhegyi csata (1620. november 8.) előtt itt táborozó spanyol katonák nevezhették el. Ebben az esetben a „Kampa” a mező, tér jelentésű campus szóból származhat.

## Érdekességek
A Károly hídra vezető lépcsősoron játszódott az Impossible Mission egyik fontos jelenete.